# Elvino Gargiulo
Elvino Gargiulo, noto come il "Mostro del Quadraro" (Meta, 1925 – Roma, 2005), è stato un serial killer italiano, responsabile di un duplice omicidio nella periferia romana del Quadraro nel 1991. Fu ritenuto colpevole anche del rapimento e dell'omicidio di un ragazzino di 14 anni nel 1994, oltre ad aver commesso su di lui atti di libidine violenta.

## Biografia
Nato in provincia di Napoli nel 1925, Gargiulo cominciò sin da subito a commettere violenze sessuali gravi ai danni di diverse donne della zona. Si sposò tre volte, e da uno di questi matrimoni ebbe due figli che abusò sessualmente più volte mettendo perfino incinta la figlia femmina. Nel 1968 nacque il figlio Mario, che ebbe un'infanzia devastata dagli abusi e dalle violenze del padre Elvino che lo vendette in cambio di oggetti di valore e lo costrinse a mangiare topi. Mario, rimasto orfano di madre a otto anni, crebbe come un soggetto affetto da importanti disturbi psichici. Nel 1986 Gargiulo si trasferì a Roma, dove iniziò un'attività di rigattiere in Via Demetriade. 

### La scomparsa di Luca Amorese
Il pomeriggio del 13 novembre 1994, al Quadraro, il 14enne romano di origini capoverdiane Luca Amorese uscì di casa a bordo del suo motorino e non fece più ritorno. Il giorno dopo, la madre Rosa sporse denuncia ai carabinieri per la scomparsa del figlio e le ricerche coinvolsero tutto il quartiere. Anche l'A.S. Tuscolano, squadra dove Amorese giocava a calcio, si mobilitò per ritrovare il ragazzo. Il padre di Luca, Vincenzo Amorese, rilasciò un'intervista al programma televisivo Chi l'ha visto? dove raccontava della scomparsa di suo figlio e presto il caso divenne nazionale. Secondo le testimonianze dei suoi familiari e compagni di squadra, nei mesi precedenti alla scomparsa Luca aveva smesso di andare a scuola e agli allenamenti. Inoltre, aveva cominciato a indossare vestiti costosi e persino comprato una Vespa pagandola 1,3 milioni di lire, cifra esorbitante per la sua famiglia. I carabinieri del Quadraro, guidati dal luogotenente Dino Formato, scoprirono che Luca aveva conosciuto un uomo in un supermercato della zona e che aveva cominciato a frequentare lui e la sua abitazione, aiutandolo spesso a portare la spesa in casa. Quest'uomo fu subito identificato in Elvino Gargiulo. 
Dopo aver perquisito l'abitazione di Gargiulo, gli inquirenti trovarono la Vespa di Luca parzialmente smontata. Gargiulo disse di conoscere Luca e che questo gli aveva venduto la Vespa per 250 mila lire, ma diventò comunque il principale sospettato per la scomparsa del ragazzo. Alcuni giorni dopo, ai genitori di Luca arrivò una lettera marchiata Alitalia con il seguente testo: 
“Cara mamma, vado con un amico dove starò benone perché ha il bar e mi vuole bene.” 
La perizia calligrafica rivelò che quella era la scrittura di Luca, ma che la lettera era stata scritta in un momento di eccessiva euforia probabilmente causata da sostanze stupefacenti. 

### La confessione di Mario Gargiulo
Durante gli appostamenti davanti alla casa di Gargiulo, gli inquirenti notarono spesso il figlio Mario entrare e uscire spesso dall'abitazione. Dopo averlo identificato come il figlio di Elvino Gargiulo, scoprirono che era omosessuale. Venne mandato un carabiniere sotto copertura per parlare con Mario, e i dialoghi tra i due vennero registrati. Non emersero informazioni utili su Luca Amorese, ma Mario raccontò di un altro delitto commesso con la complicità del padre: si tratta del duplice omicidio di Luigina Giumento e Valentina Paladini, avvenuto nel settembre 1991. Pare che Elvino abbia costretto Mario ad avere un rapporto sessuale con la Giumento, prostituta 57enne che da tempo abitava a casa Gargiulo insieme alla nipotina di 10 anni Valentina Paladini. Mario descrive le inenarrabili violenze del padre ai danni della donna e della bambina ("calci e cazzotti, la bambina è stata menata di brutto perché non mangiava") e racconta di quel rapporto sessuale andato male con la Giumento.    
Essendo omosessuale, Mario non era riuscito nell'atto e la donna l'aveva deriso e minacciato di rivelare ad Elvino la sua omosessualità. Accecato dalla rabbia, Mario avrebbe strangolato a morte la Giumento. Successivamente, Elvino avrebbe ucciso a coltellate anche Valentina per impedirle di raccontare l'accaduto. Padre e figlio avrebbero bruciato i corpi per poi seppellirne i resti in giardino, dove effettivamente vennero ritrovate alcune ossa umane carbonizzate. Pochi giorni dopo, sempre alla trasmissione Chi l'ha visto? arrivò una telefonata anonima in cui un uomo accusava apertamente Elvino Gargiulo di aver ucciso Luigina e Valentina.

### L'arresto e il processo
Il 12 dicembre 1995 il PM Giancarlo Armati chiede e ottiene la custodia cautelare di padre e figlio. Ricondotto sul luogo del delitto, Mario conferma la sua prima confessione nonostante nei giorni precedenti avesse cambiato versione: aveva infatti detto che Luigina e Valentina si erano allontanate con alcuni zingari e che non le aveva più viste, ma nel sopralluogo alla baracca in Via Demetriade ribadì la versione data all'inizio. Elvino e Mario vennero rinviati a giudizio per duplice omicidio, e l'11 aprile 1997 la Corte d'assise di Roma emise la sentenza di primo grado per l'omicidio di Luigina Giumento e Valentina Paladini: Elvino venne condannato a 24 anni di reclusione, mentre la pena inflitta al figlio Mario fu più mite (16 anni) grazie alle attenuanti generiche e a quella della semi-infermità mentale. 

### Sviluppi sul caso di Luca Amorese
Sospettato fortemente anche della scomparsa di Luca Amorese, il 13 gennaio 1998 Gargiulo fu rinviato a giudizio dal PM Francesco Dall'Olio con l'accusa di aver ucciso Luca e aver commesso atti di libidine violenta su due sorelle del ragazzo. Un'amica di Gargiulo testimoniò che nel 1991 le aveva chiesto di scrivere sulla busta da lettera poi mandata alla famiglia di Luca, lui dichiarava di non poterlo fare a causa di alcuni problemi di vista ma l'amica rifiutò. Gli inquirenti scoprirono che il foglio usato per scrivere quella lettera era stato strappato da un'agenda Alitalia, trovata nell'abitazione di Gargiulo. Il 23 marzo 1998 Elvino Gargiulo venne condannato a 5 anni di reclusione dalla IX sezione del Tribunale di Roma, che lo ritenne responsabile di violenza sessuale sui tre minori ma lo assolse dall'accusa di aver sequestrato Luca perché "il fatto non sussiste".
La sentenza d'appello ribaltò completamente quella di primo grado, e il 20 dicembre 2000 Gargiulo venne riconosciuto colpevole dell'omicidio di Luca Amorese e condannato a 22 anni di carcere. Il corpo di Luca non fu mai ritrovato.

### La morte
Gargiulo morì in carcere nel 2005, per ragioni rimaste ad oggi sconosciute. Probabilmente venne picchiato a morte dagli altri detenuti.

## Influenza nella cultura di massa
Sulla storia di Gargiulo è stata girata una docuserie di due episodi chiamata "Il mostro del Quadraro", scritta e ideata da Antonio Plescia nel 2021.